# (61) Danaé
Pour les articles homonymes, voir Danaé (homonymie).
(61) Danaé (désignation internationale (61) Danaë) est un astéroïde de la ceinture principale découvert par Hermann Goldschmidt le 9 septembre 1860 de son balcon, à Paris.
Hermann Goldschmidt était souffrant quand il a nommé son astéroïde. Il a demandé à Robert Luther de lui donner un nom à sa place. Luther lui a attribué comme nom Danaé (en VO Danaë), la mère de Persée dans la mythologie grecque. Danaé fut le premier astéroïde à avoir un caractère diacritique dans son nom officiel[réf. nécessaire].
En 1985, une étude de sa courbe de lumière suggère que Danaé pourrait avoir une lune.

## Compléments